# La Vie tumultueuse de Lady Caroline Lamb
Pour plus de détails, voir Fiche technique et Distribution.
La Vie tumultueuse de Lady Caroline Lamb (Lady Caroline Lamb) est un film italo-britannique réalisé par Robert Bolt, sorti en 1972.

## Synopsis
La vie de la célèbre Lady Caroline Lamb, maîtresse de Lord Byron ainsi que l'épouse du Premier ministre britannique William Lamb.

## Fiche technique
- Titre : La Vie tumultueuse de Lady Caroline Lamb
- Titre original  : Lady Caroline Lamb
- Réalisation : Robert Bolt
- Assistants-réalisateur : David Tringham, Michael Stevenson
- Scénario : Robert Bolt
- Photographie :  Oswald Morris
- Cadreur : Jimmy Turrell
- Montage :  Norman Savage
- Musique :  Richard Rodney Bennett
- Son : Bill Daniels
- Direction artistique :  Carmen Dillon
- Décors : Vernon Dixon
- Costumes :  David Walker
- Scripte : June Randall
- Casting : Anne Donne
- Producteur : Fernando Ghia
- Producteur associé : Bernard Williams
- Producteur exécutif : Franco Cristaldi
- Sociétés de production : Pulsar Productions, Vides Cinematografica, G.E.C., Tomorrow Entertainment
- Société de distribution : Metro-Goldwyn-Mayer (Royaume-Uni), United Artists (États-Unis)
- Pays de production :  Royaume-Uni |  Italie
- Langue : anglais
- Format : Couleur (Eastmancolor) — 35 mm — 2,35:1 — Son : Mono
- Genre : Film dramatique, Film biographique, Film historique
- Durée : 123 minutes (2 h 3)
- Dates de sortie[1],[2],[3] :
  - Royaume-Uni : 21 novembre 1972 (Londres, première) / 22 novembre 1972 (sortie nationale)
  - Irlande : 22 décembre 1972
  - États-Unis : 11 février 1973 (New York, État de New York)
  - France : 12 juin 1991

## Distribution
- Sarah Miles : Lady Caroline Lamb
- Jon Finch : William Lamb
- Richard Chamberlain : Lord Byron
- John Mills : Canning
- Margaret Leighton : Lady Melbourne
- Pamela Brown : Lady Bessborough
- Silvia Monti : Miss Millbanke
- Ralph Richardson : George IV
- Laurence Olivier : le duc de Wellington
- Ralph Truman : l'amiral
- Michael Wilding : Lord Holland
- Caterina Boratto
- Peter Bull : le ministre
- Charles Carson : M. Potter
- Maureen Pryor : Mme Buller
- Fanny Rowe : Lady Holland

## Critiques
Le film reçut des critiques mitigées de la part des revues spécialisées et fut un échec commercial. Il a été critiqué pour ses inexactitudes historiques (le déroulement des opérations de la carrière politique de William Lamb, la représentation de Byron comme un grand et bel homme sans sa boiterie caractéristique).
Les critiques positives ont loué la performance de Sarah Miles et la mise en scène de Robert Bolt, qui a été clairement inspirée par son proche collaborateur David Lean.
L’échec de ce film a dissuadé Robert Bolt de réaliser d'autres films et pourrait avoir contribué à sa rupture avec Sarah Miles.